# 川村忠男
川村 忠男(かわむら ただお、1923年8月17日 - 2018年9月8日）は、日本の経営者。千代田火災海上保険社長を務めた。北海道出身。

## 経歴
1950年に早稲田大学商学部を卒業し、同年に千代田火災海上保険に入社。
1974年6月に取締役に就任し、1977年6月に常務を経て、1980年7月には社長に昇格した。1988年6月から取締役相談役に就任した。
1986年11月に藍綬褒章を受章。
2018年9月8日肺癌のために死去。95歳没。